# Хейняйоки (приток Ливо)
Хейняйоки — река в России, протекает по территории Костомукшского городского округа Республики Карелии. Длина реки — 7,9 км, площадь водосборного бассейна — 66,4 км².
Река берёт начало на высоте выше 196,1 над уровнем моря и далее течёт преимущественно в северо-восточном направлении, принимая правый приток — реку Каменку, вытекающую из озера Каменного.
Река в общей сложности имеет четыре малых притока суммарной длиной 5,0 км.
Втекает с левого берега в реку Толлойоки, впадающую в озеро Верхнее Куйто.
Населённые пункты на реке отсутствуют.
Код объекта в государственном водном реестре — 02020000812102000002840.